# Мули-Экарт, Карл Леон дю
Карл Леон дю Мули-Экарт (нем. Karl Leon Du Moulin-Eckart; 11 января 1900, Мюнхен, Германская империя — 31 марта 1991, Оберфихтах) — граф, немецкий политик, член НСДАП, бригадефюрер СА, шеф отдела разведки Верховного штаба СА (1930—1932), один из руководителей штурмовых отрядов. Доктор права (1927).

## Биография
Из старинного дворянского рода французского происхождения. Сын историка, профессора Рихарда дю Мули-Экарта (1864—1938).
Участник Первой мировой войны. После окончания войны вступил в добровольческий корпус Ф. фон Эппа, где встретился и подружился с Эрнстом Рёмом.
С февраля по октябрь 1923 года Дю Мули-Экарт работал диспетчером в компании Faber. В ноябре 1923 г. участвовал в Пивном путче в Мюнхене, предпринятом лидером НСДАП Адольфом Гитлером. Вместе с Рёмом, Генрихом Гиммлером и другими единомышленниками в тот день занимал бывшее военное министерство Баварии. Дю Мули-Экарт во время путча был также курьером, действуя в качестве связующего звена между различными отрядами заговорщиков.
Затем, изучал право, получил высшее юридическое образование, в 1927 году стал доктором права. Тема его докторской диссертации была посвящена шпионажу и борьбе с ним в международном праве. Вскоре после смерти дяди стал владельцем фамильного поместья в Винкларне и Бертольсхайме.
С 1931 года служил референтом в штабе Верховного командования СА, затем — начальником унтер-отдела Ic — разведка. Глава бюро в Коричневом доме, пока СА и СС не были запрещены по всей стране 13 апреля 1932 года, с 1 февраля 1932 года — оберфюрер СА.

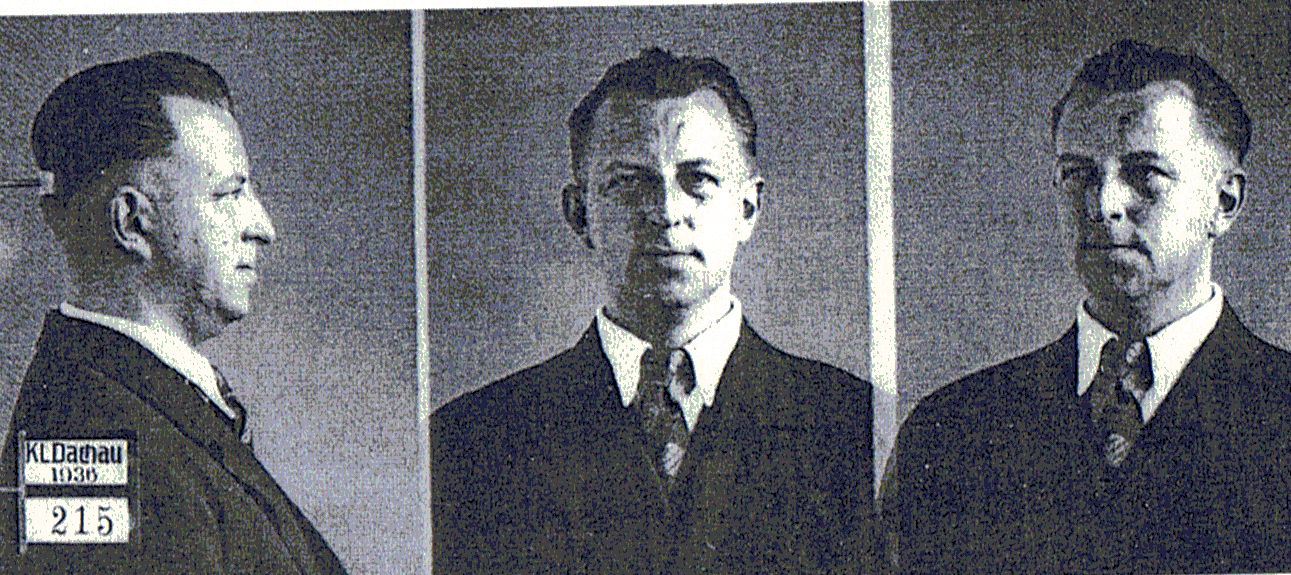
Фото из полицейского архива, 1936

С 30 сентября 1932 года — референт в группенштабе при Верховном командовании СА. С 1 октября 1932 г. служил в штабе Верховного командования СА при группе СА «Австрия». С 19 апреля 1933 г. — офицер при Унтер-группе СА в Вене.
С 25 сентября 1933 г. — в группе СА «Саксания», с 1 июля 1934 г. — офицер СА при группе СА «Саксонии».
9 ноября 1933 г. по случаю десятой годовщины Пивного путча ему было присвоено звание бригадефюрера СА.
По обвинению в гомосексуализме был арестован,  избежав смерти во время Ночи длинных ножей 30 июня 1934 года. На это повлияла, возможно, его личная дружба с Генрихом Гиммлером который организовал убийства в ходе Ночи длинных ножей.
С августа 1934 по 1936 год — заключённый концлагеря в Лихтенбурге, в 1936 г. — лагеря Дахау.
После войны отошёл от общественной жизни.